# 新国际版圣经
新国际版（英語：New International Version，縮寫）是一个当代英语圣经译本，也是目前在英语国家被很多人使用的圣经版本。迄今为止已售出超过两亿一千万本。

## 翻译
该版本的翻译工作始于1965年，由国际圣经协会（International Bible Society（IBS），当时名为纽约圣经协会）提供资助。新约完成并出版于1973年，旧约完成于1978年，并与进一步修订后的新约一同出版。1984年，在经过了更仔细的修订后，最终的定本得以出版。这项庞大的翻译工程由来自美国、加拿大、英国、澳大利亚、新西兰和南非的一百多个有着二十多种不同教派背景的圣经学者共同承担。他们分属圣公会、浸信会、福音派、卫斯理宗、长老会等不同教派。2011年由Biblica Inc.出版了2011年新國際版。

## 版本比较
在英语世界，很多保守派信徒坚持欽定本聖經为唯一标准圣经译本，并指新国际版有若干异端倾向。然而，这个新版本仍被普遍接受，同时被许多人认为是一个优秀的译本，并对早期的各历史性版本提供了有益的补充。由于采纳了含二十世纪中叶新发现的死海古卷在内的更广泛的原始文本，新国际版甚至被认为更为准确。与新美国标准版（New American Standard Bible）比较，新国际版稍多意译成分。从总体上来说，新国际版是一部保留传统福音派神学观点的当代英语译本。撇开神学观点的差异，新国际版同修订标准版（Revised Standard Version）较为接近，两者都采用了基於威斯科特和霍爾特出版的亚历山大文本类型（Alexandrian text-type，主要依据两个抄本，即西乃抄本和梵蒂冈抄本），而欽定本聖經使用的抄本是公認文本（拉丁語：Textus Receptus）。作为新教圣经译本，新国际版不收录次经。
精装本新国际版圣经通常附有各单卷导论及不同图表。此外，另有NIV Study Bible、Reflecting God Study Bible及Life Application Study Bible三个研读版新国际译本，附有大量注释和背景知识。